# División-A de Tuvalu
La División-A de Tuvalu (en inglés: Tuvalu A-Division) o The NPF (National Provident Fund) Championship League es la máxima división futbolística del país, por encima de las divisiones B y C, aunque no existen descensos. La liga se fundó en el 2001 cuando el FC Niutao se coronó campeón, desde entonces se han disputado 20 torneos, siendo el más ganador el Nauti FC, con 13 títulos. La OFC determinó que A partir de 2021 equipos de países pertenecientes a la confederación podrían enviar un equipo a la fase previa de la Liga de Campeones de la OFC.
Se disputa aproximadamente entre los meses de febrero y abril en el Estadio Deportivo de Tuvalu, el único estadio del país.

## Equipos temporada 2021
| Equipo         | Isla       |
| -------------- | ---------- |
| Lakena United  | Nanumea    |
| FC Manu Laeva  | Nukulaelae |
| Nauti FC       | Funafuti   |
| FC Niutao      | Niutao     |
| Tamanuku       | Nukufetau  |
| FC Tofaga      | Vaitupu    |
| Ha'apai United | Nanumanga  |
| Vaoloa         |            |

## Palmarés

### Títulos por equipo
| Año  | Equipo                       |
| ---- | ---------------------------- |
| 2001 | FC Niutao                    |
| 2002 | FC Niutao                    |
| 2003 | FC Niutao                    |
| 2004 | Lakena United                |
| 2005 | Nauti FC                     |
| 2006 | Lakena United                |
| 2007 | Nauti FC                     |
| 2008 | Nauti FC                     |
| 2009 | Nauti FC                     |
| 2010 | Nauti FC                     |
| 2011 | Nauti FC                     |
| 2012 | Nauti FC                     |
| 2013 | Nauti FC                     |
| 2014 | Nauti FC                     |
| 2015 | Nauti FC                     |
| 2016 | Nauti FC                     |
| 2017 | FC Manu Laeva                |
| 2018 | Selección Nacional de Tuvalu |
| 2019 | Nauti FC                     |
| 2020 | Nauti FC                     |
| 2021 | FC Tofaga                    |
| 2022 | Nauti FC                     |
| 2023 | Nauti FC                     |

| Club                         | Títulos | Años campeón                                                                             |
| ---------------------------- | ------- | ---------------------------------------------------------------------------------------- |
| Nauti FC                     | 15      | 2005, 2007, 2008, 2009, 2010, 2011, 2012, 2013, 2014, 2015, 2016, 2019, 2020, 2022, 2023 |
| FC Niutao                    | 3       | 2001, 2002, 2003                                                                         |
| Lakena United                | 2       | 2004, 2006                                                                               |
| FC Manu Laeva                | 1       | 2017                                                                                     |
| Selección Nacional de Tuvalu | 1       | 2018                                                                                     |
| FC Tofaga                    | 1       | 2021                                                                                     |